# كلية هارفي مود
كلية هارفي مود (بالإنجليزية: Harvey Mudd College)‏ هي كلية للفنون الحرة للعلوم والهندسة والرياضيات، وتقع في كليرمونت بولاية كاليفورنيا. وهي واحدة من المؤسسات التابعة كليات كليرمونت المتجاورة، والتي تتقاسم الحرم الجامعي .
هارفي مود تشارك موارد الجامعة مثل المكتبات، وقاعات الطعام والخدمات الصحية، والخدمات الأمنية داخل الحرم الجامعي، مع مؤسسات أخرى في كليات كليرمونت، بما في ذلك كلية بيتزر، كلية سكريبس، كلية كليرمونت ماكينا، كلية بومونا، جامعة كليرمونت العليا، ومعهد كيك لعلوم الحياة التطبيقية.